# Владимиреску, Тудор
Тудор Владимире́ску (рум. Tudor Vladimirescu, Тудор из Владимири (Tudor din Vladimiri), воевода Тудор (Domnul Tudor); 1780, Владимири (ныне жудец Горж) — 8 июня 1821, Тырговиште) — руководитель Валашского восстания 1821 года.
Выходец из крестьян, вёл успешную торговлю и даже занял одну из низших административных должностей — управлял небольшим округом; в ходе русско-турецкой войны 1806−1812 годов — командир корпуса добровольцев-пандуров, поручик российской армии.

## Происхождение и образование
Родился в селе Владимири уезда Горж, в семье мошненов Константина и Иоанны. В семье было трое детей — Тудор, брат Папа и сестра Константина.
Читать и писать Тудора научил священник Пырву Чухой. Позднее Тудор продолжил учёбу в Крайове при поддержке чиновника (боярина) Ионицэ (Ивана) Глоговяну (есть сведения, что Глоговяну растил Тудора в своём доме вместе с сыном и готовил в качестве будущего торгового агента и управляющего имением). Таким образом, Владимиреску получил хорошее образование и занимался впоследствии коммерцией. Был агентом по продаже недвижимости в области торговли, в частности, экспорта скота.
В 1806 он был назначен на одну из низших административных должностей — был ватафом или управителем горной местности Клошаны — должность, которую он будет занимать до 1820.

## Во время русско-турецкой войны 1806−1812
Во время русско-турецкой войны 1806−1812 годов в войсках господаря Константина Ипсиланти, входивших в состав русской армии, действовал корпус румынских добровольцев-пандуров. В ходе боевых действий Владимиреску довольно скоро выдвинулся из числа пандуров. Он показал себя смелым воином, был награждён за воинские заслуги русским орденом св. Владимира третьей степени с мечами.
Некоторые авторы связывают с фактом данного награждения саму фамилию Владимиреску, однако это утверждение вызывает серьёзные сомнения, поскольку в румынском селе Владимири, где родился Тудор, вполне могла быть такая фамилия. Одно из румынских именований Владимиреску прямо на это указывает: Tudor din Vladimiri буквально означает «Тудор из Владимири».
Владимиреску был также пожалован чин поручика и поручено командование указанным корпусом пандуров.

## После войны
Когда война закончилась, пандуры-добровольцы подверглись преследованиям со стороны турок. Однако, Владимиреску добился неприкосновенности в Валахии и Османской империи.
14 июня−26 декабря 1814 он совершил поездку в Вену по вопросам ликвидации наследства жены Николае Глоговяну (сына Ионицэ Глоговяну), который умер в Вене, а также с целью вывезти молодую женщину с территории страны. С сентября в городе проходил Венский мирный конгресс, направленный на восстановление феодально-абсолютистских монархий, разрушенных французской революцией 1789 года и наполеоновскими войнами, и определение новых границ государств Европы.
Следя за ходом конгресса, Владимиреску познакомился в Вене с идеями французской революции; а также произошла его первая встреча с представителями только что созданного тайного общества греков-патриотов Филики Этерия (гетеристами), главной целью которых было создание независимого греческого государства. Для этого гетеристы намеревались подготовить греческую революцию, направленную против Османской империи, а затем превратить её в восстание всех балканских христиан.
По поручению Филики Этерия Олимпиосу Георгакису, который также, как Владимиреску, служил в русской армии и знал его лично, удалось склонить того на свою сторону. Владимиреску был посвящён в общество и принял предложение возглавить восстание.

## Валашское восстание 1821
Владимиреску рассматривал восстание гетеристов как общее восстание всех угнетенных балканских народностей, а не одних греков, в которое должно было включиться и восстание валашского народа. Он стремился направить восстание не только против турок, но и против других притеснителей, в частности, против греческих фанариотов.
В 1821 году Владимиреску подготовил и возглавил Валашское восстание в Дунайских княжествах, в ходе которого захватил Бухарест и даже стал на несколько месяцев, с марта по май, правителем Валахии.
Однако, в результате расхождения взглядов на восстание и опредёленных разногласий с греческими союзниками-гетеристами, возглавляемыми Александром Ипсиланти, Владимиреску был обвинён в сотрудничестве с турками и предательстве, захвачен, доставлен в штаб гетерии в лагере Ипсиланти в Тырговиште и подвергнут суду трибунала.
Трибунал гетеристов приговорил Владимиреску к смерти, но Каравиас и адъютант Ипсиланти поляк Гарновский исполнили приговор таким образом, что это стало злодейским убийством.
И хотя факт готовившегося удара Владимиреску против гетеристов (и фанариотов) не оспаривался и их противниками, поспешный суд и убийство Владимиреску практически лишили гетеристов поддержки местного населения в ходе военных действий на чужой территории.

## Увековечение памяти о Тудоре Владимиреску
Предательское убийство вождя национально-крестьянского восстания против угнетателей Валахии оставило глубокий след в памяти народа. Осиротевшие пандуры тотчас после смерти Тудора Владимиреску составили песню, которая в аллегорических выражениях говорила о трагической судьбе их героя. Песня эта, подхваченная народом, пользовалась необыкновенной популярностью не только в Валахии, но и в Молдавии, откуда она в несколько изменённом виде перешла в Бессарабию. Там, зазвучав на улицах Кишинёва и в домах бояр в исполнении хоров цыганских оркестров, она сразу же привлекла к себе внимание Пушкина. Свидетельство об этом сохранилось в бессарабских воспоминаниях И. П. Липранди. Пополняя сведения П. И. Бартенева о народных песнях, занимавших Пушкина в Кишинёве, Липранди писал: «...мне удивительно, что я не встретил в помянутом исчислении двух современных исторических, народом сложенных песен, которые, как мне близко известно, в особенности занимали Александра Сергеевича. Первая, из Валахии, достигла Кишинёва в августе 1821 года; вторая — в конце того же года».
Эта песня была записана А. С. Пушкиным в Кишинёве.

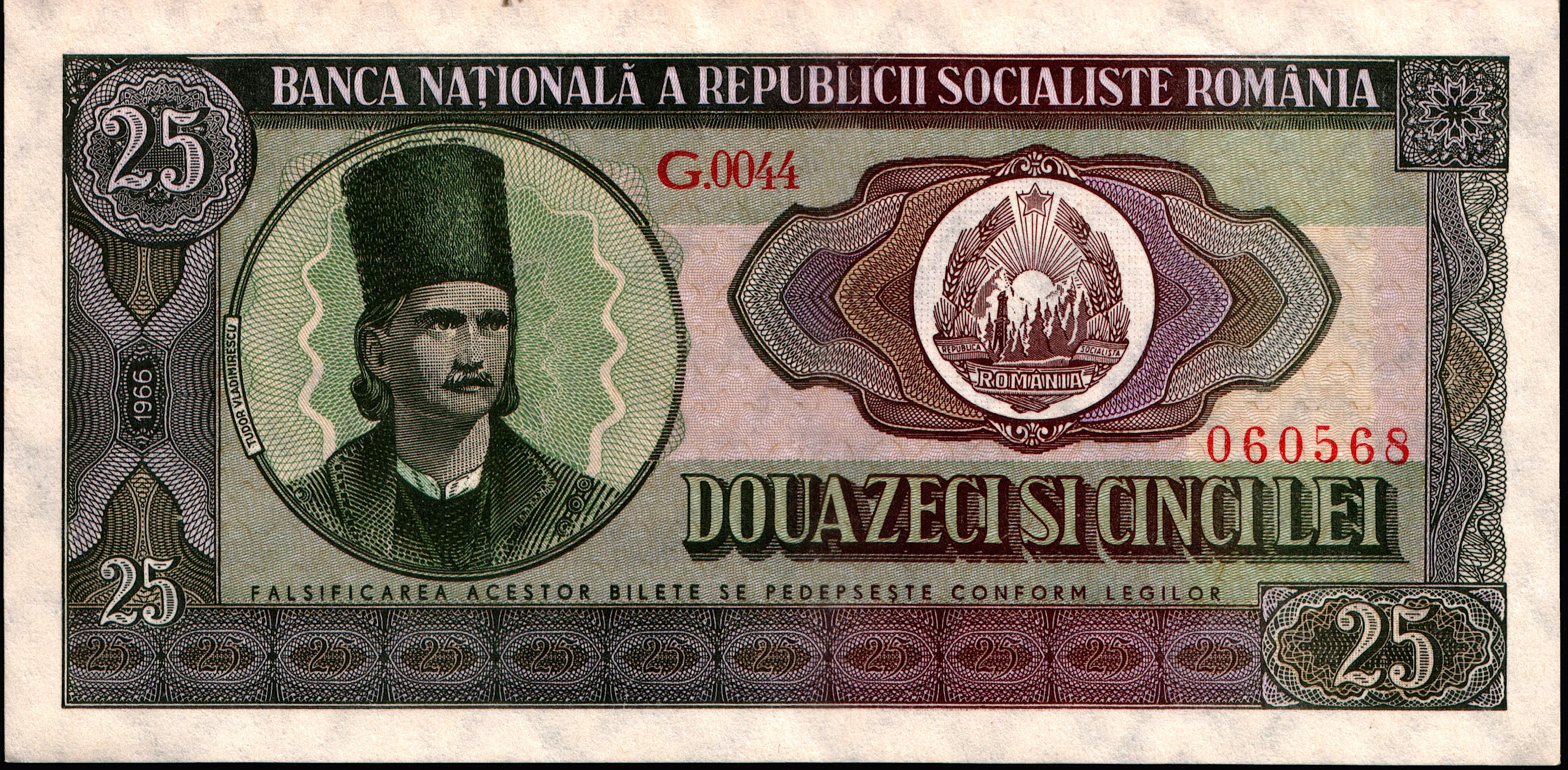
Румынская банкнота 1966 года с портретом Тудора Владимиреску

- В 1943 году именем Тудора Владимиреску была названа дивизия, сформированная в СССР из бывших румынских военнопленных, изъявивших желание воевать с Германией и режимом Антонеску. После Второй Мировой войны эта дивизия составила костяк новых вооружённых сил Румынии.
- В 1956 году румынский композитор Георге Думитреску написал ораторию «Тудор Владимиреску».
- В 1962 году режиссёр Лучиан Брату снял художественный фильм «Тудор».
- В 1966 году в Социалистической Республике Румыния (СРР) был учреждён орден Тудора Владимиреску пяти степеней, который вручался за выдающийся вклад в установление и защиту общественного и государственного строя.
- В том же 1966 году национальный банк СРР выпустил банкноты с портретом Тудора Владимиреску.
- 28 февраля 1986 8-му инженерному батальону Национальной народной армии ГДР в присутствии румынского посла и военного атташе было присвоено имя румынского национального героя Тудора Владимиреску.
- С 2017 года день въезда олтенского революционера Владимиреску в Бухарест 21 марта отмечается как государственный праздник День Олтении.
- Стадионы в городе Тыргу-Жиу:
  - «Тудор Владимиреску»[англ.] — открыт в 1963 году, снесён в 2015 году.
  - «Тудор Владимиреску»[англ.] — открыт в 2019 году на месте прежнего стадиона.